# Johannes Vitus van Dijck
Johannes Vitus van Dijck (Goor, 18 november 1878 - Den Haag, 26 oktober 1930) was een Nederlands jurist gespecialiseerd in het strafrecht.
Van Dijck studeerde rechten aan de Rijksuniversiteit Groningen van 1897 tot 1905. Hij promoveerde op 20 november 1905 te Groningen op het proefschrift Bijdragen tot de psychologie van den misdadiger; promotor was Gerard Heymans. Na zijn promotie trad hij in ambtelijke dienst, eerst als adjunct-commies bij het ministerie van Justitie en later als raadsadviseur bij datzelfde departement. In 1922 werd hij benoemd toot hoogleraar strafrecht, de strafvordering en criminele psychologie aan de Universiteit van Amsterdam, als opvolger van Bernard Taverne die was benoemd tot raadsheer in de Hoge Raad. Hij hield zijn oratie, getiteld Reconstructie van strafbare feiten, op 26 juni van dat jaar. Naast zijn hoogleraarschap was hij van 1922 tot 1927 raadsadviseur in bijzondere dienst bij het ministerie van Justitie en van 1926 tot 1927 raadsheer-plaatsvervanger bij het Gerechtshof Amsterdam.
Op 14 juni 1927 werd Van Dijck aanbevolen voor benoeming in de Hoge Raad der Nederlanden voor een vacature die was ontstaan door uitbreiding van het college. De Tweede Kamer nam de aanbeveling ongewijzigd over op haar voordracht en de benoeming volgde op 27 juni van dat jaar. Tijdens zijn lidmaatschap van de Hoge Raad was Van Dijck nog buitengewoon hoogleraar strafrecht aan de Universiteit van Amsterdam; hij werd als hoogleraar opgevolgd door Derkje Hazewinkel-Suringa die daarmee de eerste vrouwelijke hoogleraar in de rechten in Nederland werd.
Van Dijck was op 8 juli 1920 getrouwd met Jacqueline Wilhelmina Suzanna Reijnders. Hij overleed in 1930 op 51-jarige leeftijd.